# Властимил Копецки
Властимил Копецки (14. октобар 1912. — 30. јул 1967) био је чешки фудбалер. За Чехословачку је одиграо 26 утакмица и постигао осам голова. Био је учесник ФИФА Светских првенстава 1934. и 1938. године.
У својој земљи је играо за прашку Славију, за коју је постигао 252 првенствена гола на 325 утакмица (1931/32-1950). Два пута је постигао пет голова на једном мечу за Славију. Он је други стрелац чешке лиге у историји, само је Јозеф Бикан постигао више голова у чешкој лиги. Преминуо је од срчаног удара на фудбалском терену.